# كارلستاد
كارلستاد (بالسويدية: karlstad), (بالإنجليزية: Karlstad)‏ هي مدينة من مدن السويد,
تقع في جنوب مقاطعة فيرملاند عند الساحل الشمالي لبحيرة فيرننس إلى الغرب من العاصمة السويدية ستوكهولم.
يبلغ عدد سكانها 91000 نسمة وذلك حسب إحصائيات 2017م.
يبلغ ارتفاع المدينة عن سطح البحر قرابة 64 متر. تبلغ مساحتها 30.31 كم².
تقع على خط عرض 59.37833 وخط طول 13.50417.

## المناخ
يظهر الجدول التالي التغييرات المناخية على مدار السنة لكارلستاد:
| البيانات المناخية لـكارلستاد      | البيانات المناخية لـكارلستاد | البيانات المناخية لـكارلستاد | البيانات المناخية لـكارلستاد | البيانات المناخية لـكارلستاد | البيانات المناخية لـكارلستاد | البيانات المناخية لـكارلستاد | البيانات المناخية لـكارلستاد | البيانات المناخية لـكارلستاد | البيانات المناخية لـكارلستاد | البيانات المناخية لـكارلستاد | البيانات المناخية لـكارلستاد | البيانات المناخية لـكارلستاد | البيانات المناخية لـكارلستاد |
| الشهر                             | يناير                        | فبراير                       | مارس                         | أبريل                        | مايو                         | يونيو                        | يوليو                        | أغسطس                        | سبتمبر                       | أكتوبر                       | نوفمبر                       | ديسمبر                       | المعدل السنوي                |
| --------------------------------- | ---------------------------- | ---------------------------- | ---------------------------- | ---------------------------- | ---------------------------- | ---------------------------- | ---------------------------- | ---------------------------- | ---------------------------- | ---------------------------- | ---------------------------- | ---------------------------- | ---------------------------- |
| الدرجة القصوى °م (°ف)             | 10.2 (50.4)                  | 13.2 (55.8)                  | 20.1 (68.2)                  | 25.8 (78.4)                  | 29.0 (84.2)                  | 32.5 (90.5)                  | 34.0 (93.2)                  | 32.0 (89.6)                  | 25.2 (77.4)                  | 20.0 (68.0)                  | 14.7 (58.5)                  | 11.5 (52.7)                  | 34.0 (93.2)                  |
| الحد الأقصى المتوسط °م (°ف)       | 6.3 (43.3)                   | 6.9 (44.4)                   | 12.8 (55.0)                  | 18.4 (65.1)                  | 24.6 (76.3)                  | 26.8 (80.2)                  | 28.6 (83.5)                  | 26.8 (80.2)                  | 22.1 (71.8)                  | 16.1 (61.0)                  | 11.0 (51.8)                  | 7.4 (45.3)                   | 29.5 (85.1)                  |
| متوسط درجة الحرارة الكبرى °م (°ف) | −0.2 (31.6)                  | 0.6 (33.1)                   | 5.2 (41.4)                   | 11.3 (52.3)                  | 16.7 (62.1)                  | 20.3 (68.5)                  | 22.8 (73.0)                  | 21.1 (70.0)                  | 16.9 (62.4)                  | 10.0 (50.0)                  | 4.9 (40.8)                   | 1.4 (34.5)                   | 10.9 (51.6)                  |
| المتوسط اليومي °م (°ف)            | −2.8 (27.0)                  | −2.4 (27.7)                  | 1.0 (33.8)                   | 6.0 (42.8)                   | 11.3 (52.3)                  | 15.0 (59.0)                  | 17.7 (63.9)                  | 16.3 (61.3)                  | 12.5 (54.5)                  | 6.6 (43.9)                   | 2.5 (36.5)                   | −1.4 (29.5)                  | 6.9 (44.4)                   |
| متوسط درجة الحرارة الصغرى °م (°ف) | −5.3 (22.5)                  | −5.3 (22.5)                  | −3.3 (26.1)                  | 0.7 (33.3)                   | 5.8 (42.4)                   | 9.6 (49.3)                   | 12.5 (54.5)                  | 11.5 (52.7)                  | 8.0 (46.4)                   | 3.2 (37.8)                   | 0.0 (32.0)                   | −4.1 (24.6)                  | 2.8 (37.0)                   |
| الحد الأدنى المتوسط °م (°ف)       | −17.1 (1.2)                  | −14.8 (5.4)                  | −11.9 (10.6)                 | −5.2 (22.6)                  | −1.1 (30.0)                  | 4.3 (39.7)                   | 7.7 (45.9)                   | 4.9 (40.8)                   | 0.2 (32.4)                   | −4.4 (24.1)                  | −8.5 (16.7)                  | −14.4 (6.1)                  | −19.5 (−3.1)                 |
| أدنى درجة حرارة °م (°ف)           | −32.5 (−26.5)                | −36.0 (−32.8)                | −26.9 (−16.4)                | −18.4 (−1.1)                 | −5.0 (23.0)                  | −1.8 (28.8)                  | 3.5 (38.3)                   | 1.0 (33.8)                   | −5.0 (23.0)                  | −12.0 (10.4)                 | −19.9 (−3.8)                 | −28.0 (−18.4)                | −36.0 (−32.8)                |
| الهطول مم (إنش)                   | 52.1 (2.05)                  | 39.9 (1.57)                  | 31.7 (1.25)                  | 38.8 (1.53)                  | 66.4 (2.61)                  | 60.1 (2.37)                  | 72.6 (2.86)                  | 99.2 (3.91)                  | 60.0 (2.36)                  | 67.1 (2.64)                  | 65.9 (2.59)                  | 53.5 (2.11)                  | 707.3 (27.85)                |
| ساعات سطوع الشمس الشهرية          | 47                           | 69                           | 168                          | 219                          | 261                          | 287                          | 271                          | 223                          | 174                          | 108                          | 52                           | 44                           | 1٬923                        |
| المصدر #1:                        |                              |                              |                              |                              |                              |                              |                              |                              |                              |                              |                              |                              |                              |
| المصدر #2:                        |                              |                              |                              |                              |                              |                              |                              |                              |                              |                              |                              |                              |                              |

## معرض صور

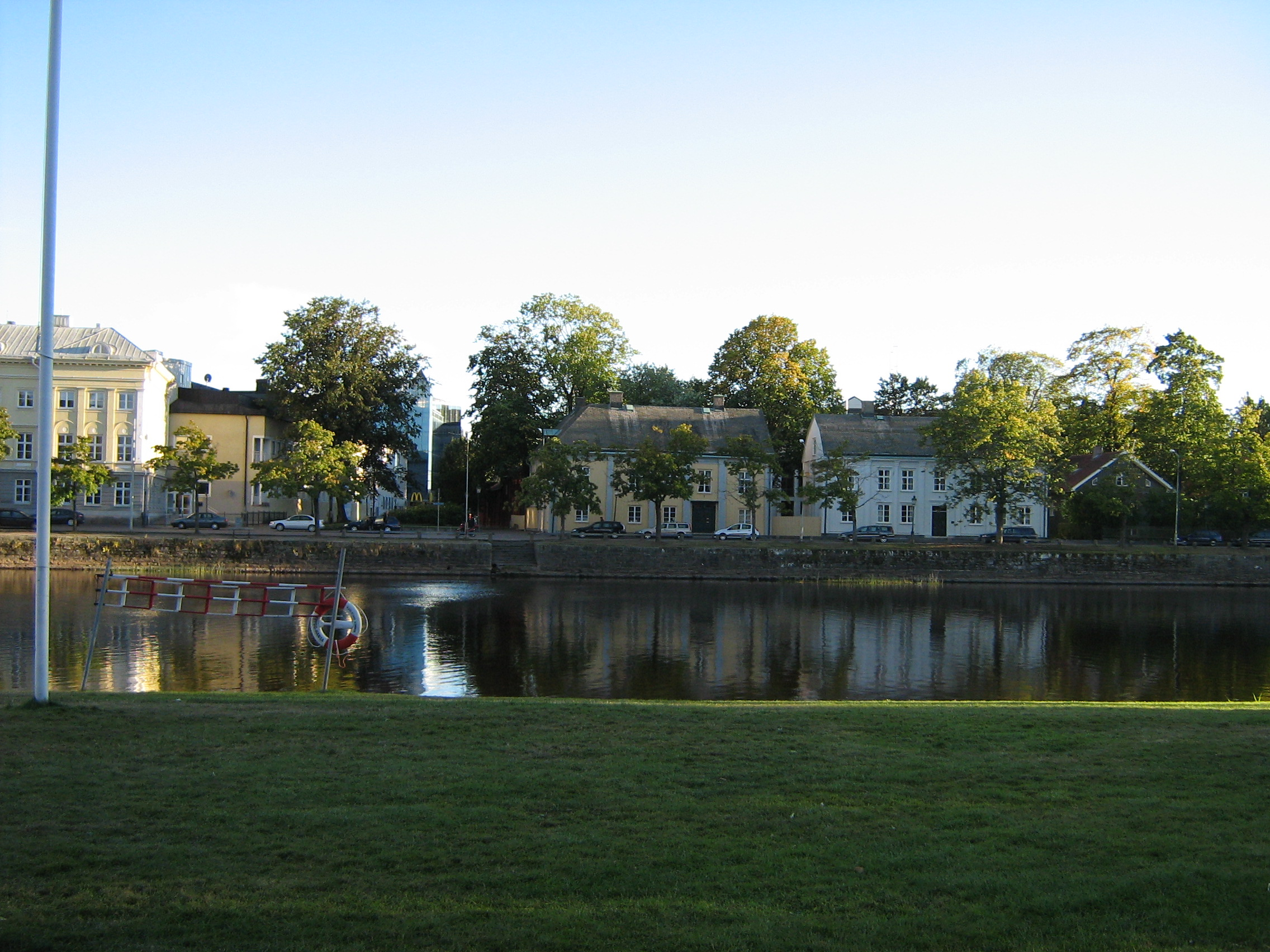
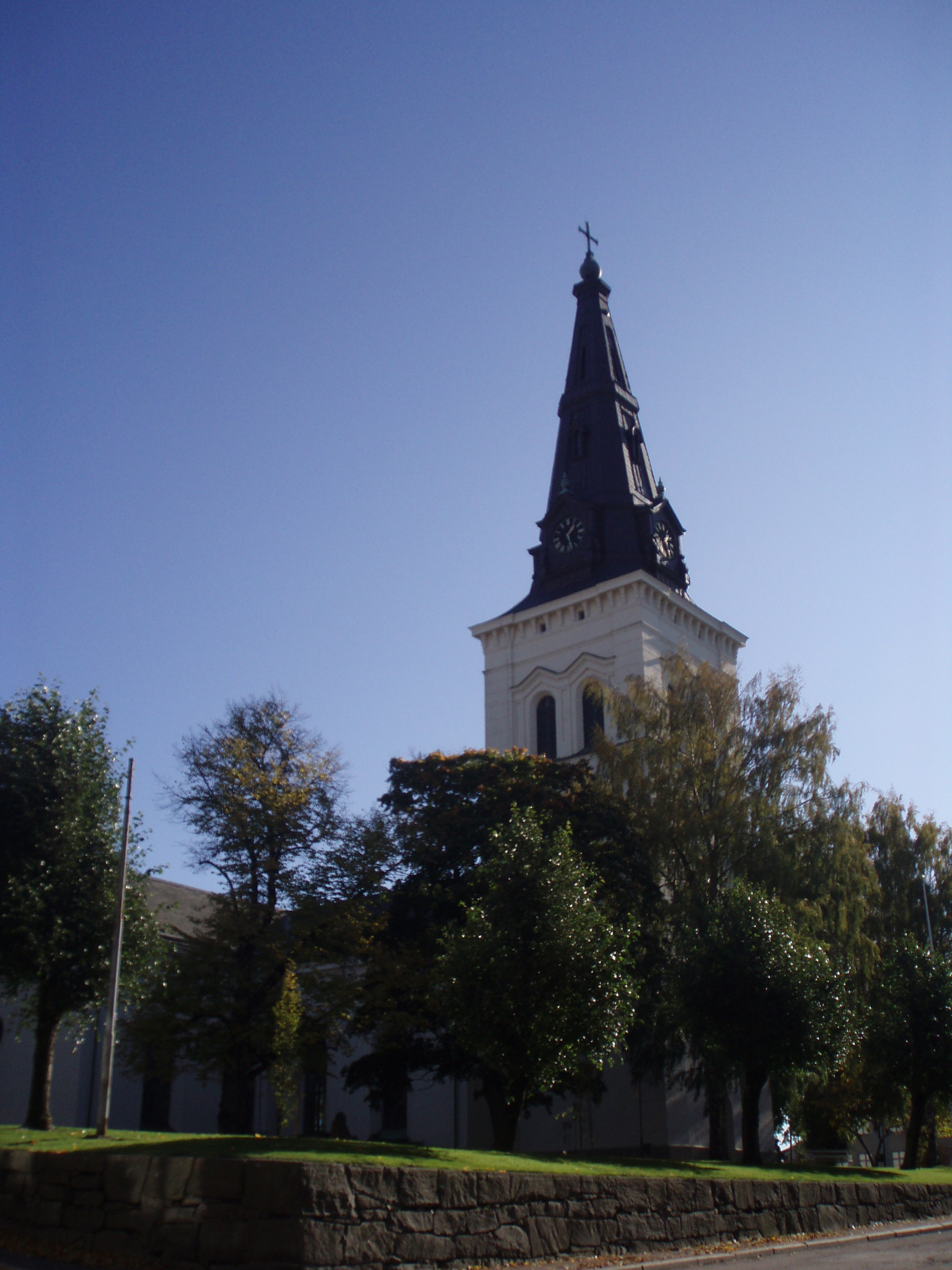
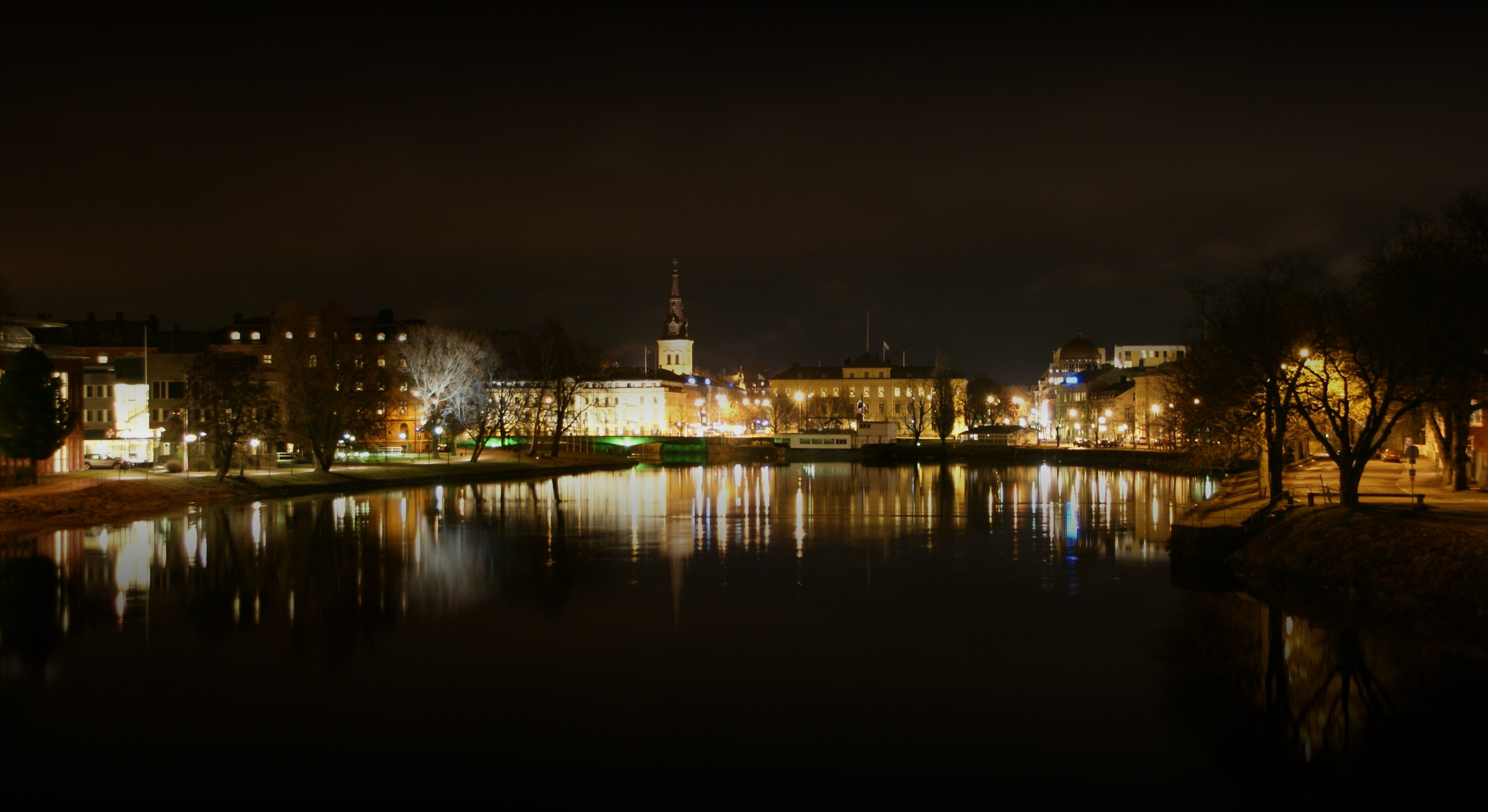
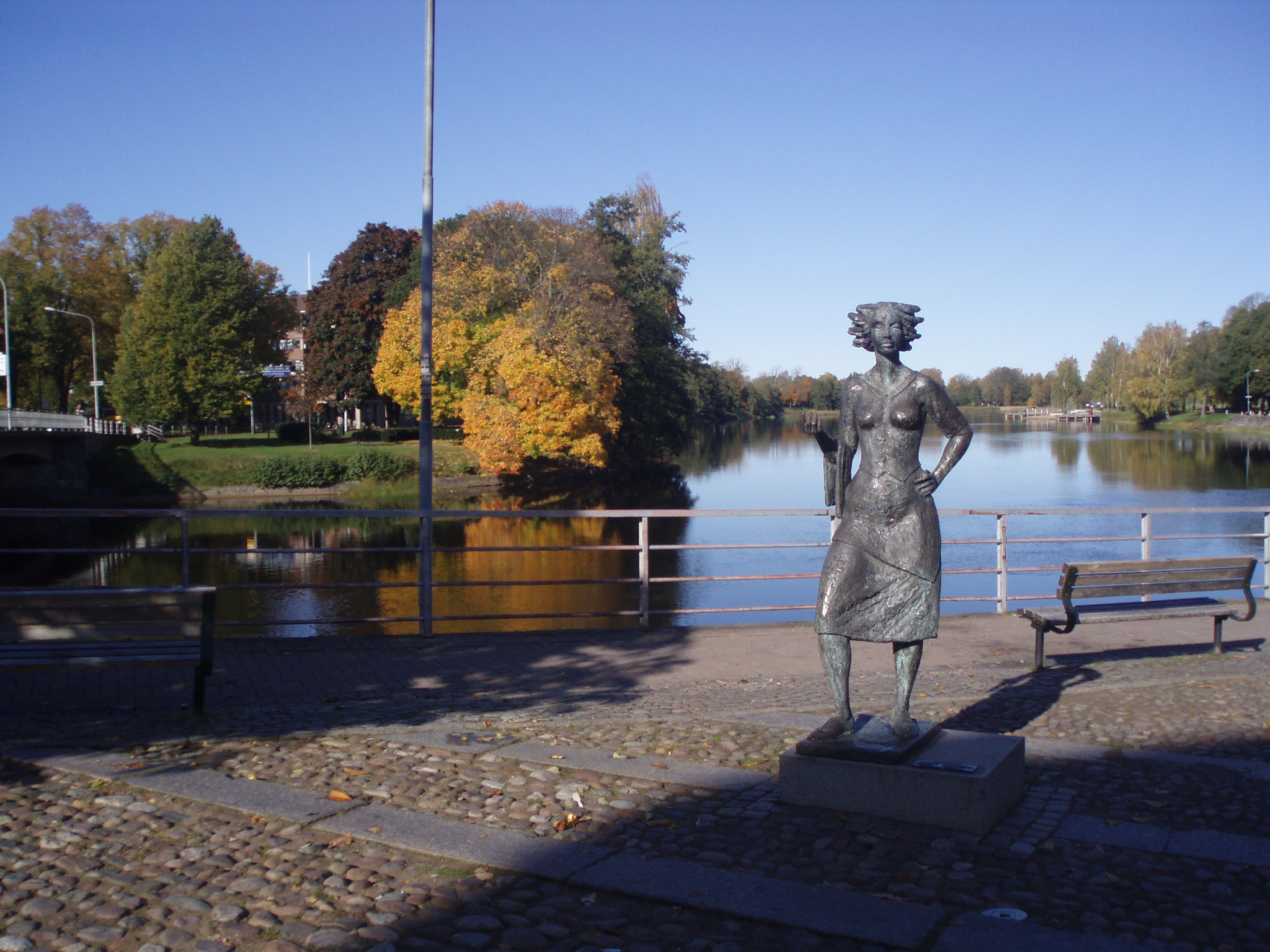

## أعلام
- أوسكار أريكسون
- ماركوس لارسون
- بو اريكسون
- جيني فرانسون
- أندرس كولانج
- جون أيكمن
- إيما لين
- كارل جون ليند
- غوستاف جانسون

## وصلات خارجية
- الموقع الرسمي لبلدية كارلستاد باللغة السويدية